# 大山義年
大山義年（1903年8月2日—1977年7月16日）是一位日本應用化學家。

## 生平
1903年生於日本茨城縣，1927年畢業於東京帝國大學的大山義年於畢業後就職於該校理化學研究所所員。1931年，他轉任臺北帝國大學助教授，為台灣應用機械學及化學機械學的先趨。1940年大山義年任滿返日後，仍從事應用機械方面研究工作。戰後，他則參與並推廣日本境內核能發電一直到逝世為止；為日本該領域的催生者。

## 著作
著作計有《遠心分離》、《化學工業里程標》等。 